# Bataille de Mauron
 (janvier 2022).
Si vous disposez d'ouvrages ou d'articles de référence ou si vous connaissez des sites web de qualité traitant du thème abordé ici, merci de compléter l'article en donnant les références utiles à sa vérifiabilité et en les liant à la section « Notes et références ».
Guerre de Succession de Bretagne
Batailles
La bataille de Mauron se déroula le 14 août 1352. C'est une bataille de la guerre de Succession de Bretagne, guerre régionale qui s'inscrit dans la rivalité franco-anglaise de la guerre de Cent Ans. Elle oppose une armée anglo-bretonne du parti de Jean IV de Montfort à une armée franco-bretonne soutenant Charles de Blois.

## Contexte
Depuis la mort de Jean de Montfort en 1345 et la capture par les Anglais de Charles de Blois à la bataille de La Roche-Derrien en 1347, les deux partis campent sur leurs positions. La paix est entrecoupée par quelques escarmouches comme le célèbre Combat des Trente en 1351.
En 1352, le roi de France Jean II le Bon relance les hostilités. À la tête d'une armée franco-bretonne le maréchal Guy II de Nesle est chargé de reprendre Ploërmel aux anglo-bretons. 
 À cet effet, Mauron est fortifiée par les Franco-Bretons, en point d’appui avec Josselin, pour préparer leur attaque contre Ploërmel.

Défense occidentale avancée de Rennes, la place forte de Mauron contrôle à leur intersection les voies reliant les cités de Dinan, Vannes, Rennes et Carhaix. Cette position stratégique importante de la place est convoitée par le parti de Montfort qui envoie des troupes commandées par les bretons Tanguy du Châtel, Garnier de Cadoudal, Yves de Trésiguidy et l’anglais Gautier de Bentley (ou Walter de Bentley)

Les deux armées se rencontrent au lieu-dit Brambily (actuellement commune de Saint-Léry), dans les prairies de l'Orme, près du château de Mauron.

## Forces en présence

### Armée anglo-bretonne
3 000 hommes commandés par l'anglais Gautier de Bentley et le breton Tanguy du Chastel composé en particulier d'archers qui forment les ailes de la défense.

### Armée franco-bretonne
5 000 hommes commandés par le français Guy II de Nesle et des bretons, héros rescapés du Combat des Trente, Jehan de Beaumanoir et Alain de Tinténiac ainsi que Jean Ier de Rieux et Alain VII de Rohan installée dans la prairie descendant vers le Doueff ayant pour objectif de reprendre Mauron.

## La bataille
Après avoir pris la ville de Mauron, Gautier de Bentley n’eut pas le temps de s’emparer du château de Brambily. Dans la nuit du 13 au 14 août 1352, veille de l'Assomption, les forces anglaises contournent les positions françaises. Persuadé de sa supériorité, le maréchal De Nesle, propose à Bentley un armistice afin de se rendre ou de retirer ses troupes en Angleterre ce que le chef anglais refuse. Ce faisant il positionne l'ost anglo-montfortiste sur un point dominant qui sera fatal à ses adversaires.

### Le champ de bataille
Walter de Benthley dispose ses troupes en haut d’une colline à environ 1,5 km des positions françaises les dominant d’environ une centaine de mètres.
L’endroit où s'est déroulé la bataille n’est pas donné de manière précise par les chroniqueurs ; mais François-Marie Cayot-Delandre supposait en 1847 qu’elle eut lieu dans le voisinage du village du Bois-de-la-Roche où une très grande quantité d’ossements a été retrouvée lors de l'ouverture d'un chemin au début du XIXe siècle. L'historien Yvonig Gicquel, la situe beaucoup certainement au nord-est de Mauron, autour de la ferme actuelle de l'Orme, près de la commue de Saint-Lery. Le château de Brambily était situé à cet endroit, sur la rive droite du Doueff, cité par plusieurs sources. La même hypothèse avait été retenue par Alfred Higgins Burne  en 1955.
Les terrains sur lesquels va se dérouler la bataille se présentent en forme de colline disposée en quadrilatère de 1 à 1,5 km de côté, descendant vers la rivière à l’ouest et au nord, et vers le massif forestier de Paimpont à l’est et au sud. En haut de la colline, le capitaine anglais adopte un comportement dicté par la situation de l’ennemi en contrebas en installant ses archers, éléments dominant en point d’appui adossés à un bois bordé de fourrés, en dessous de la crête de la colline, pour leur permettre de tirer, à l’abri, vers le bas et éviter d’être pris à revers sur les arrières et sur les flancs.

### Le déroulement des hostilités
Le déroulement de la bataille est connu grâce à La Chronique Normande (1369-1372). L’auteur anonyme donne de nombreux détails d’une bataille à laquelle il a vraisemblablement pris part. L'historien de la Bretagne Arthur de la Borderie s'appuiera sur ce témoignage pour en faire lui-même le récit.
Fidèle aux leçons anglaises et à une tactique qui a réussi sur de nombreux champs de bataille, Bentley s’installe donc sur la défensive, le soleil dans le dos, faisant combattre à pieds tous ses hommes y compris les chevaliers. Les soldats sont vêtus de cottes blanches surmontées de la croix rouge de Saint Georges (patron des chevaliers anglais). Tanguy Du Chastel commande les nobles répartis au centre du dispositif. Bentley dispose sur les deux ailes ses 800 à 1 000 archers.
Face aux Anglais, le maréchal d’Offemont dispose en bas de la prairie ses hommes en trois « batailles » qui combattent à pied (vu le terrain) :
- La bataille du centre est commandée par le maréchal d’Offemont est composé des nobles ;
- La division de droite est sous les ordres du maréchal Breton Jean III de Beaumanoir secondé par les vainqueurs du combat des Trente (Even Charruel, Guillaume de la Marche[Note 2], Guillaume de Montauban, Robin de Raguenel[Note 3], Jean de Tinteniac et Maurice de Trésiguidy) ;
- La gauche du dispositif est constituée par un corps de cavalerie de 140 hommes sous les ordres de Rogues d’Hangest[Note 4].

Les hostilités débute en début d'après-midi par une attaque montante des Franco-Bretons. Les archers Anglo-Bretons se replient et s'abritent pour tirer des milliers de flèches qui font des ravages dans les troupes françaises évoluant à découvert vers le sommet de la colline. L'aile droite française commandée par Jean III de Beaumanoir, recule puis se débande sous un déluge de flèches.
Le centre anglo-breton peut alors descendre la colline en attaquant. Les fantassins anglais se font aider par les archers de l’aile gauche qui n’ont plus personne en face, l’aile droite française ayant été décimée. Les hommes se battent au corps à corps, la mêlée est si confuse et si rude qu’elle rend, à un certain moment, inefficace l’intervention des archers anglais qui se battent en fantassin. Toutefois l’aile gauche franco-bretonne des cavaliers commandés par Rogues d’Hangest, suppléés par Renaud de Trie, seigneur de Mareuil, finit par renverser l'aile droite anglaise en tuant plus de 600 archers. Le combat se recentre, chaque troupe ayant perdu une aile et les archers étant contraints de se battre en fantassin.
Bentley, malgré de graves blessures, et malgré la perte de ses 600 archers gallois, continue à organiser le combat, finit par repousser, en fin de journée, ses adversaires. Les chevaliers français se battent jusqu'à épuisement. Selon les sources françaises, beaucoup d’entre eux auraient été membres de l’ordre de l'Étoile, crée le 16 novembre 1351 par le nouveau roi de France Jean II Le Bon. Ces chevaliers, réputés les plus glorieux du royaume de France, juraient de «ne pas reculer plus de quatre pas». Ce serment prêté lors de la première fête de l'ordre de l'Étoile aurait coûté la vie à tous ceux qui combattaient ce jour-là ; mais l'engagement en nombre des dignitaires de cet ordre est contesté,.
En fin d'après-midi, la bataille de Mauron se transforme en une cuisante défaite pour les troupes franco-bretonnes du maréchal Guy de Nesle d’Offemont. Ce dernier entouré par l’élite de ses combattants, se bat courageusement mais après un combat désespéré au corps à corps, il se fait tuer par Tanguy du Chastel, l’un des lieutenants bretons du capitaine anglais. C'est alors la débandade dans le camp franco-breton, un sauve-qui-peut aveugle qui se termine en affreux carnage. Selon les sources entre 50 et 140 chevaliers franco-bretons périrent avec le maréchal Guy II de Nesle et le héros du combat des Trente Alain de Tinténiac.
Il faudra 2 jours pour retrouver le cadavre du maréchal Guy de Nesle d’Offemont.

## Bilan
Comme à la Roche-Derrien et à Crécy puis plus tard à Poitiers, un nombre important de nobles Bretons et Français périssent, victimes des archers anglais et gallois et surtout de leur serment de ne jamais reculer.
La bataille de Mauron est une victoire éclatante pour les anglo-montfortistes, à tel point que le parti blésiste ne mènera plus d’offensive majeure durant les onze années suivantes.
Bien que moins nombreux, les Anglo-Bretons remportent la bataille au prix de grandes pertes de part et d'autre. Dans son Histoire de la Bretagne, Arthur de la Borderie en estime le bail à 800 hommes tués du côté franco-breton et à 600 du côté anglo-breton. Au moins 150 chevaliers auraient péri côté français. Cette bataille, peu documentée et peu étudiée, décima presque intégralement la haute aristocratie militaire bretonne soutenant Charles de Blois. Au moins sept bannerets et quarante-quatre chevaliers sont tués au combat, parmi lesquels des représentants de familles de tout premier plan en Bretagne : Rohan, Montauban, Tinteniac, Raguenel ou encore Quintin...

## Conséquences
Les pertes considérables imposent aux deux partis le statu quo. Mais les conséquences pour le parti de Charles de Blois furent au moins aussi dramatiques qu'après la bataille de la Roche-Derrien. Selon Arthur de la Borderie, le sacrifice de la fine fleur de la chevalerie franco-bretonne a considérablement amoindri les forces du roi de France en Bretagne, laissant ainsi le champ libre au roi d’Angleterre pour renforcer ses positions. La guerre ouverte ne pourra reprendre que onze ans plus tard. Elle se soldera par une nouvelle défaite française, cette fois définitive avec la mort de Charles de Blois, en 1364 par la bataille d'Auray.
D'après Jean Favier, la défaite française à Mauron aurait par ailleurs jeté le discrédit sur  l'ordre de L'Étoile qui tombera rapidement en désuétude après les faits. Le funeste serment de ne jamais reculer prêté par les chevaliers de l'Ordre aurait selon lui et d'autres auteurs plus anciens coûté la vie à un grand nombre de chevaliers français.

## Des sources rares et lacunaires
Peu d'informations fiables sont disponibles concernant la bataille de Mauron. Des historiens contemporains de référence comme Joël Cornette ne la mentionne même pas dans son Histoire de la Bretagne et des Bretons. La raison en est sans doute que les sources primaires sont rares et, quand elles existent, présentent d'importantes lacunes.
Les noms des chevaliers participants, le nombre de tués, de blessés, de prisonniers, et les demandes de rançon ne sont pas établis. De plus, les récits contemporains qu'ils soient anglais, français ou alliés à l'une des parties, adoptent presque toujours une perspective partisane visant à promouvoir les intérêts d'un camp.
Les principaux écrits contemporains sur la bataille émanent d'auteurs anglais célébrant leur victoire. Le plus ancien de ces écrits est attribué à Walter Bentley lui-même dans le rapport qu'il en fit dans une lettre au roi Édouard III d'Angleterre.
Les auteurs français sont rares à évoquer cet humiliant désastre militairedont ils minimisent souvent l'importance et les conséquencespourtant considérables selon Arthur de la Borderie. La principale source française est la Chronique normande dont l'écriture a commencé vers 1369, soit plus près de 20 ans après la bataille à laquelle assistait peut-être l'auteur.

## Monument commémoratif
Les pierres des Champs-Morgan sont un ancien monument mégalithique utilisé pour l'érection d'un monument commémorant la bataille de Mauron. Ce monument mégalithique qui avait servi à l'ancien monument de la commémoration de la bataille de Mauron ont été remplacés en 1997 par une sculpture de Dominique Le Tarnec.